# 2010년 동계 올림픽 헝가리 선수단

2010년 동계 올림픽 헝가리 선수단은 캐나다 벤쿠버에서 개최된 2010년 동계 올림픽에 참가한 올림픽 헝가리 선수단이다.

## 같이 보기
- 올림픽 헝가리 선수단